# Balinți, Soroca
Balinți este un sat din cadrul comunei Iarova din raionul Soroca, Republica Moldova. 

## Istoric
Satul Balinți a fost atestat la 15 aprilie 1710. Satul Balinți este situat la poalele unei coline împădurite de lângă Nistru. Se zice că făcea parte din moșia unui vornic, Ștefan Sorocean, care și-a împărțit moșiile între fiii și ginerii săi, inclusiv în Balințe, cum se numea la început. Biserica „Acoperământul Maicii Domnului” din sat a fost construită la sfârșitul secolului al XX-lea. Lîngă sat, pe locul numit La imaș, a fost descoperită vatra unei stațiuni, care se datează cu 40-12 mii de ani în urmă. Pe locul menționat s-au găsit obiecte lucrate din cremene, oase petrificate, cărbune din lemn.

## Demografie

### Structura etnică
Structura etnică a satului conform recensământului populației din 2004:
| Grup etnic         | Populație | % Procentaj |
| ------------------ | --------- | ----------- |
| Moldoveni / Români | 270       | 78,26%      |
| Ucraineni          | 68        | 19,71%      |
| Ruși               | 6         | 1,74%       |
| Alții              | 1         | 0,29%       |
| Total              | 345       | 100%        |

## Personalități
Victor Orlov (1981) doctor în fizică și matematică 

## Geografie
Situat la poalele unei coline împădurite, 40 km de centrul raional și 200 km de Chișinău.